# Revolta de Ilinden-Preobrazhenie

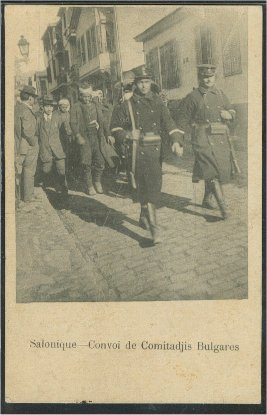
Ativistas búlgaros capturados pelo exército otomano.

A Revolta de Ilinden (em búlgaro:  Илинденско-Преображенско въстание - Văstanie Ilindensko-Preobrazhensko; em macedônio/macedónio:  Илинденско востание - Vostanie Ilindensko) foi um levante organizado contra o Império Otomano liderado pela Organização Revolucionária Interna da Macedônia. O objetivo inicial da revolta era criar uma nação macedônia livre do regime do Império Otomano.

## História
O início da revolta ocorreu na noite de 2 de agosto de 1903 no Vilaiete de Monastir, atualmente no norte da Grécia e centro-sul da República da Macedónia, na cidade de Smilevo. No dia seguinte, os rebeldes capturaram a cidade de Krusevo e estabeleceram um governo provisório, conhecido como a República da Krusevo, liderada pelo professor Nikola Karev.
Esta revolta mobilizou o exército do Império Otomano na região da Macedónia, com um número de 167 mil unidades de infantaria e 3 700 de cavalaria para reprimir os rebeldes.

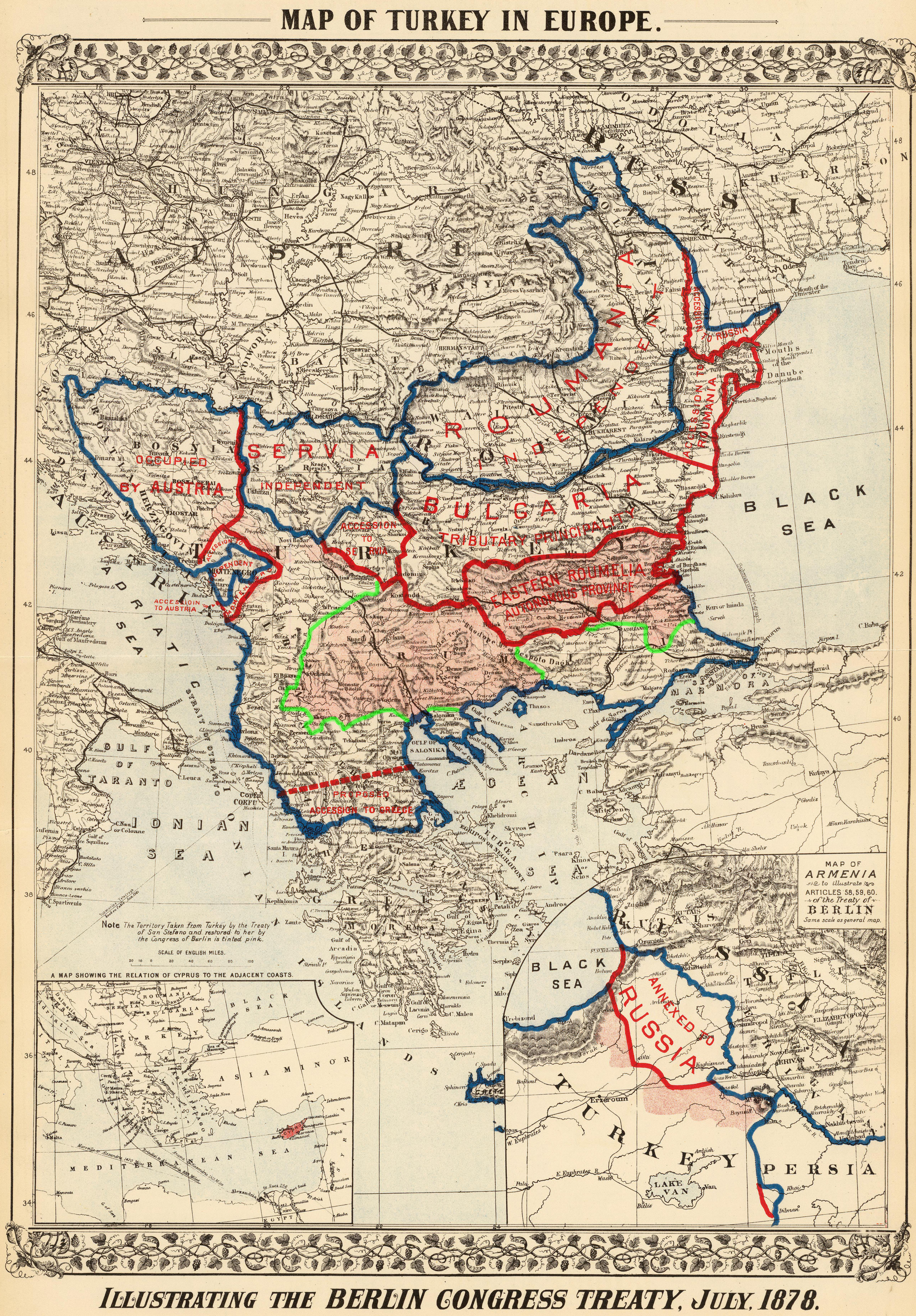
Mapa político dos Balcãs. A Macedónia e áreas de Adrianópolis, que foram transferidos de volta da Bulgária para o Império Otomano de acordo com o Tratado de Berlim são mostrados com fronteiras em verde.

Em 9 de agosto do mesmo ano, o exército otomano conseguiu capturar Smilevo e três dias mais tarde, acabar com a insurreição com a captura de Krusevo, centro do governo provisório dos rebeldes.

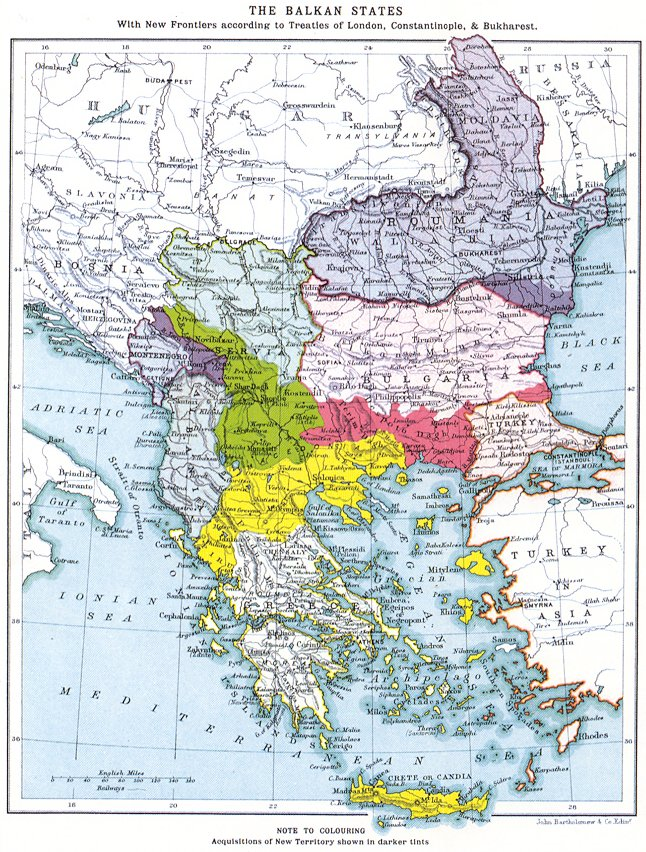
A partição da Macedónia e Trácia em 1913.

Em resposta ao contra-ataque otomano, em 19 de agosto passou a uma segunda revolta na Vilaiete de Adrianópolis por parte de um grupo rebelde búlgaro conhecido como a Revolta dos Preobrazhenie (a última palavra significa "transfiguração" em búlgaro). O sucesso deste segundo levante foi capaz de estabelecer um governo provisório pelos insurgentes nas montanhas do Strandzha na costa do Mar Negro, que ficou conhecido como a República de Strandzha. Os rebeldes foram derrotados depois de vinte e seis dias de resistência ao ataque pelo exército otomano.
As conseqüências da vitória otomana foram terríveis para os Búlgaros, bem como diversos grupos étnicos perto dos valáquios. Durante a campanha otomana contra os rebeldes, morreram 8 816 pessoas, 200 aldeias foram destruídas e mais de 70 000 pessoas ficaram desabrigadas. 30 000 refugiados fugiram para a Bulgária.
Os sobreviventes conseguiram manter uma campanha de guerrilha contra os turcos para os próximos anos, mas seu maior efeito foi que convenceu as potências europeias na tentativa de convencer o sultão otomano que ele deveria tomar uma atitude mais conciliadora para com seus súditos cristãos na Europa.